# Джейкобс, Ричард
Ричард Джейкобс (англ. Richard E. "Dick" Jacobs, 16 июня 1925 года — 5 июня 2009 года) — американский предприниматель, основатель Richard E. Jacobs Group.

## Биография
Джейкобс родился в 1925 году в Акроне (штат Огайо, США). В 1943 году он служил в вооружённых силах США и участвовал во Второй мировой войне. В 1949 году Джейкобс окончил университет Индианы, получив диплом по управлению бизнеса, после чего поступил на работу в строительную компанию в Акроне. В 1955 он вместе со своим братом Девидом основал генподрядную фирму, специализирующуюся на строительстве небольших торговых центров. Компания стала успешно развиваться и к 1992 году Jacobs Group считалась четвёртой компанией в этой сфере, и ей принадлежало 40 торговых центров в 16 штатах. Кроме того Джейкобы владели 31 рестораном быстрого обслуживания Wendy’s и несколькими гостиницами Marriott. К тому времени Jacobs Group уже строили и сдавали в аренду торговые центры, офисы и отели.
В 1986 году братья Джейкобсы стали владельцами клуба Главной бейсбольной лиги «Кливленд Индианс» и управляли командой до 1999 года. Под их руководством в городе был построен новый бейсбольный стадион «Прогрессив-филд», который с 1994 по 2008 год назывался «Джейкобс-филд». Этот период также считается одним из лучших в истории «Индианс» — команда дважды выходила в Мировую серию в 1995 и 1997 годах и пять раз становилась победителем дивизиона (1995—1999).
Джейкобсу также принадлежала гостиница Pier House Resort в Ки-Уэст (штат Флорида).
Ричард Джейкобс скончался 5 июня 2008 года после долгой болезни. Его похороны проходили в Объединённой методистской церкви Роки Ривер.

## Награды
- 2009 Downtown Cleveland Alliance Ruth Ratner Miller Award (за его вклад в развитие даунтауна Кливленда — награждён посмертно)[8]